# Luristan (provins)
Luristan eller Lorestān (Persisk og Luri: لرستان ) er en af de 30 provinser i Iran. Den dækker 28.294 kvadratkilometer og ligger i den vestlige del af Iran omringet af Zagros bjergene. Provinsens hovedby er Khorramabad. Det berømte Falak-ol-Aflak Slot ligger inde i byen. Borujerd er en anden storby. Indbyggertallet var 1.716.527 i 2006
Lorestan ligger tæt på grænsen til Irak. Lorestan er beliggende i en naturskøn dal omgivet af bjerge, omkring 100 kilometer øst for grænsen til Irak.